# Ouézy
Ouézy ist eine französische Gemeinde mit 232 Einwohnern (Stand 1. Januar 2022) im Département Calvados in der Region Normandie. Sie gehört zum Arrondissement Caen und zum Kanton Troarn.

## Geographie
Ouézy grenzt an folgende Gemeinden:
| Mézidon Vallée d’Auge Cesny-aux-Vignes | Mézidon Vallée d’Auge                       | Mézidon Vallée d’Auge |
| Cesny-aux-Vignes                       | Kompassrose, die auf Nachbargemeinden zeigt | Mézidon Vallée d’Auge |
| Mézidon Vallée d’Auge                  | Mézidon Vallée d’Auge                       | Mézidon Vallée d’Auge |

## Geschichte
Ouézy wurde erstmals 1025 urkundlich durch Richard II. erwähnt.
Im Mittelalter trug Ouézy den Namen Ociciacus und wurde der Region Pagus Oximensis zugeordnet.

### Bevölkerungsentwicklung
| Jahr                       | 1931 | 1936 | 1946 | 1954 | 1962 | 1968 | 2007 | 2019 |
| Einwohner                  | 228  | 251  | 242  | 302  | 215  | 191  | 238  | 238  |
| Quellen: Cassini und INSEE |      |      |      |      |      |      |      |      |

## Sehenswürdigkeiten
- Kirche Saint-Pierre
- Waschhaus

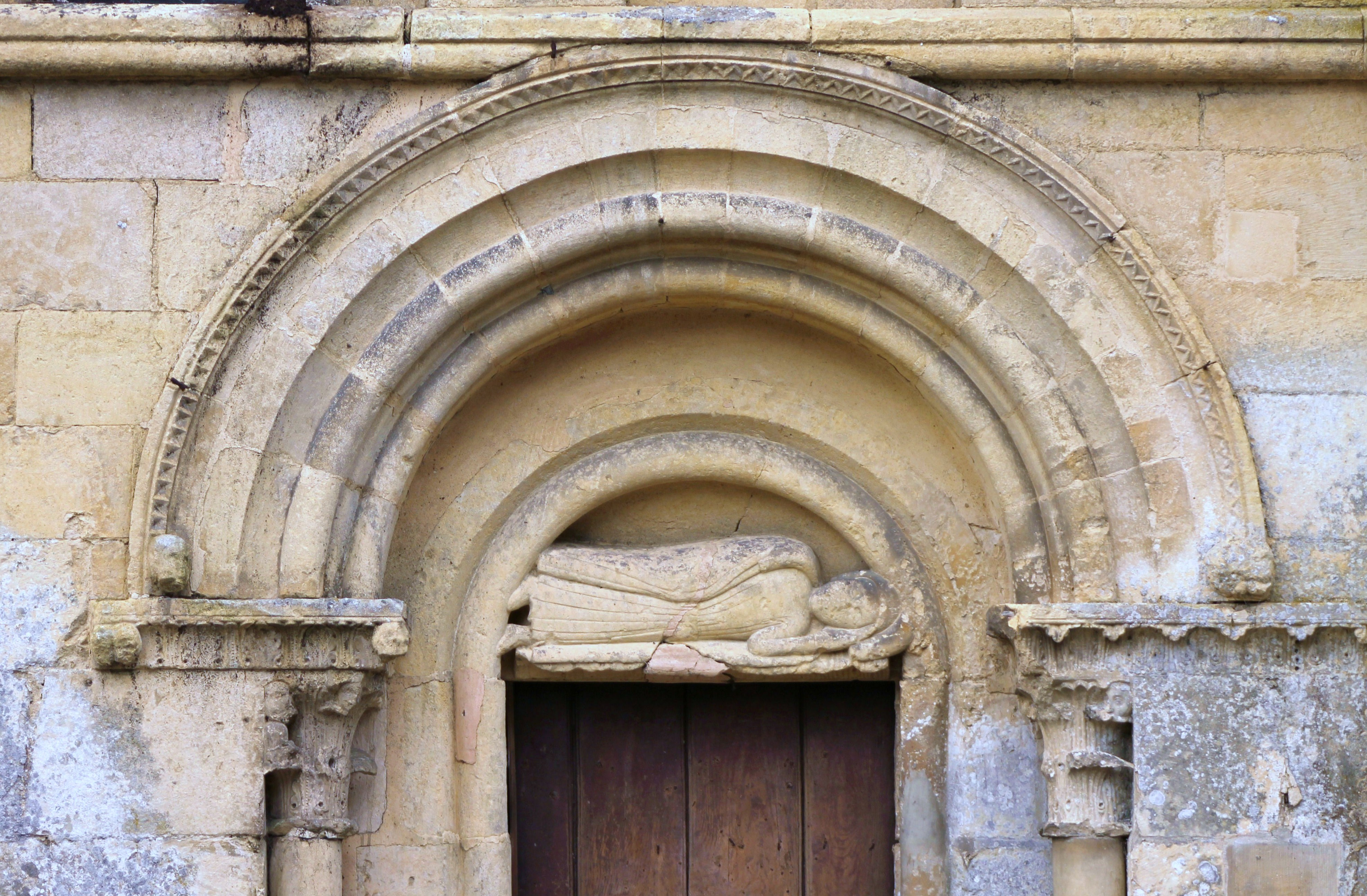
Torbogen der Kirche Saint-Pierre
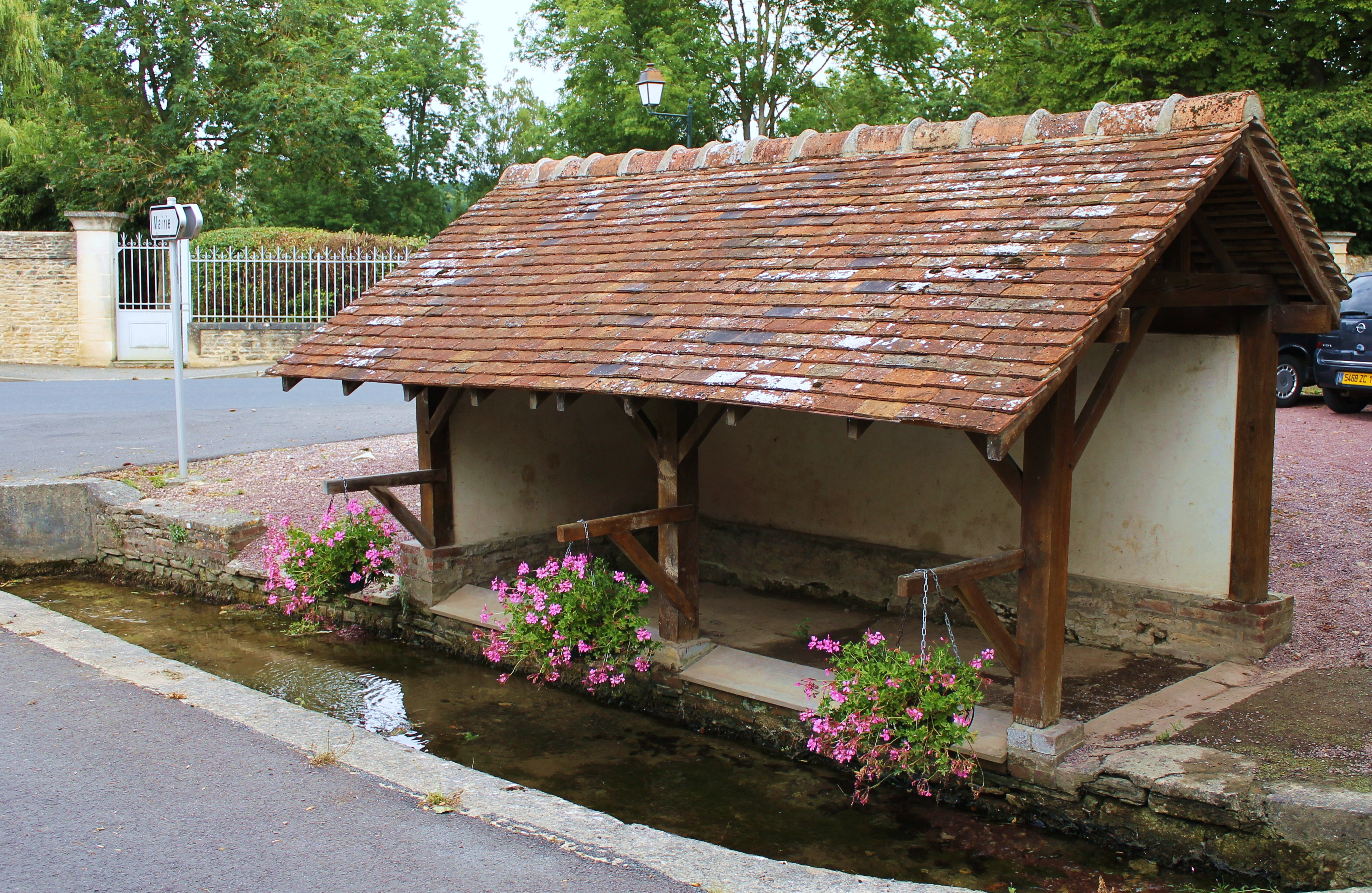
Waschhaus (Lavoir)